# زوئتینگ فویو
زوئتینگ فویو (انگلیسی: Xueting Fuyu; ۱ ژانویهٔ ۱۲۰۳ – ۱ ژانویهٔ ۱۲۷۵) یکی از رهبران معبد شائولین از دودمان کائودونگ بود. او به دلیل دعوت از همه رزمی‌کاران در چین به معبد برای بحث، تمرین و مبارزه، و اصلاح تکنیک آنها در یک سبک شائولین مشهور است. این سمپوزیوم‌ها سه بار، هر کدام برای یک دوره سه ساله برگزار شد. هنگامی که رزمی‌کاران به شهرهای خود بازگشتند، تکنیک‌های شائولین را با خود همراه بردند. این معبد گاهی به اشتباه به عنوان «زادگاه هنرهای رزمی» شناخته می‌شود.